# Thorndale (Pennsylvania)
|  | Dieser Artikel wurde aufgrund von inhaltlichen Mängeln auf der Qualitätssicherungsseite des Projektes USA eingetragen. Hilf mit, die Qualität dieses Artikels auf ein akzeptables Niveau zu bringen, und beteilige dich an der Diskussion! Eine nähere Beschreibung der zu behebenden Mängel fehlt. |

Thorndale ist ein Census-designated place (CDP) in der Caln Township im Chester County im Südosten des US-amerikanischen Bundesstaates Pennsylvania. Das U.S. Census Bureau hat bei der Volkszählung 2020 eine Einwohnerzahl von 3.669 ermittelt.
Das Gebiet ist 4,7 km² (1,8 Quadratmeilen) groß und liegt an der Philadelphia to Harrisburg Main Line. Es besitzt einen Bahnhaltepunkt für die Regionalbahnen der Southeastern Pennsylvania Transportation Authority (SEPTA), deren Linie R5 dort ihren westlichen Endpunkt hat.